# Jan Sundlöf
Jan T:son (Thordsson) Sundlöf, född 16 september 1934 i Oskars församling, Stockholm, död 27 maj 1998 i Sorunda församling, Nynäshamn, var en svensk kommendörkapten, dykeriexpert i flottan och bandyspelare.

## Biografi
Sundlöf föddes i Mora och växte upp i Bollnäs, där han under gymnasieåren spelade bandy i allsvenskan för Bollnäs GIF. Han började våren 1955 på Kungliga Sjökrigsskolan och befann sig på utlandsresa med kryssaren Gotland vintern 1956, varför han inte kunde delta när Bollnäs detta år vann SM.
Sundlöf blev fänrik vid flottan 1958 efter avlagd sjöofficersexamen. Han blev ubåtsofficer och var ubåtschef på flera ubåtar mellan 1963 och 1968. Efter det specialiserade han sig på dykeritjänst, han var dock utbildad dykare redan 1959 och han genomgick utbildning till attackdykare såväl i Sverige som i USA. Under åren utbildades han även på alla andra då tillämpade dykmetoder och deltog ofta vid fysiskt krävande medicinska och tekniska forskningsdykningar.

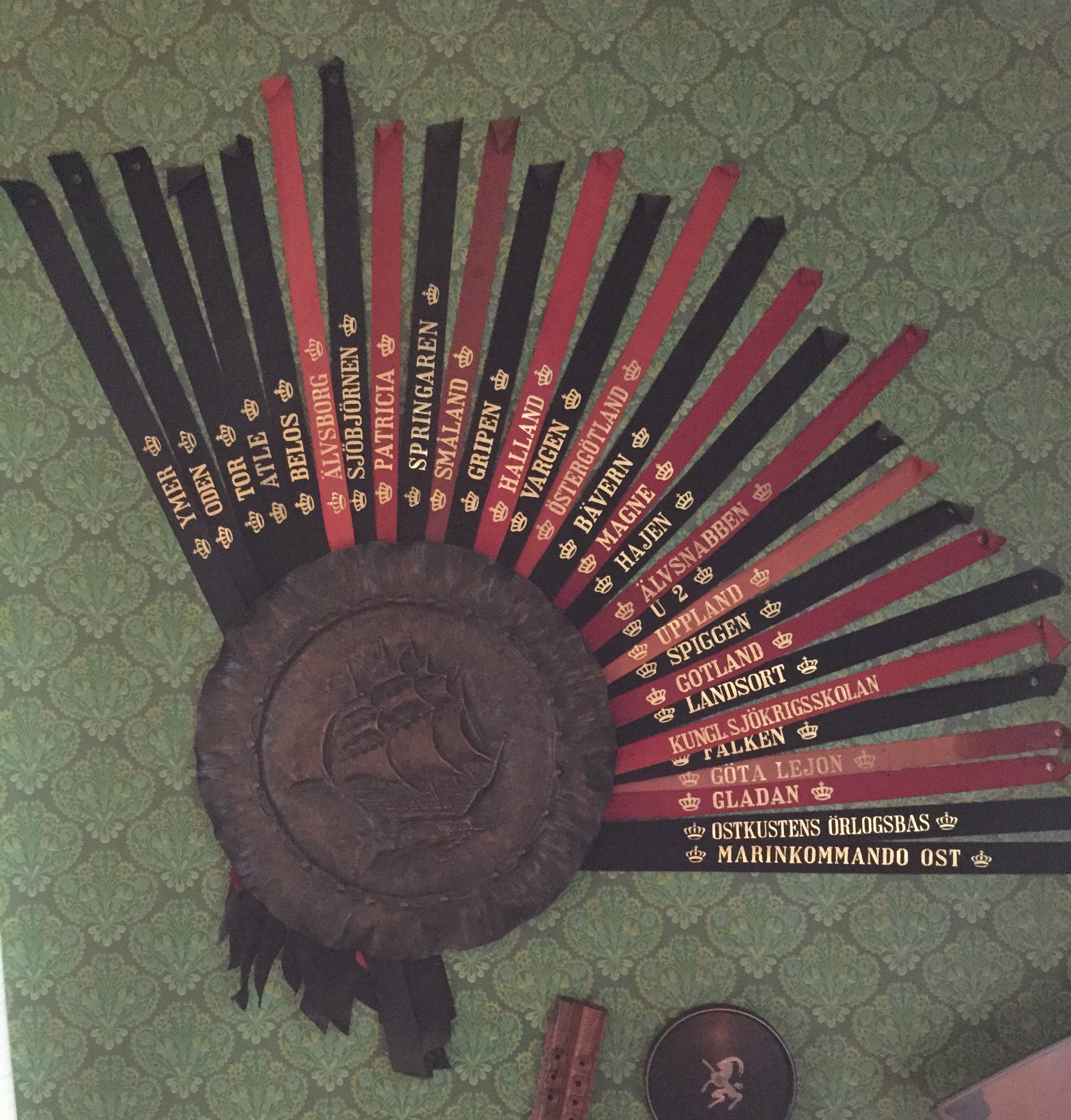
Samtliga mössband, Sundlöf har varit fartygschef eller besättning på följande fartyg i svenska flottan.

Han var fartygschef på attackubåten Spiggen 1964 till 1965 och ubåtsbärgningsfartyget HMS Belos (A214) 1973 till 1980 och han tjänstgjorde även som kustflottans dykaröverledare. Sin största insats gjorde han som dykeriexpert i marinstaben, där han genom framsynt och engagerad verksamhet i samverkan med teknisk och navalmedicinsk expertis lade grunden till och drog upp riktlinjerna för det som senare blev Marinens dykericentrum. Han var också iblandad i utvecklingen av ubåtsräddningsfartyget URF.
Sundlöf är den ende svensk som med hundraprocentig säkerhet har fått ett SEAL-märke, fullgjord i Västindien 1965.
Han utnämndes till kommendörkapten 1977 och avslutade sin karriär som avdelningschef vid Ostkustens Örlogsbas 1981 till 1983 och sedan ekipagemästare.
Efter sin pension återvände han på somrarna till Bollnäs som kapten på ångbåten S/S Warpen.